# Tasmin Archer
Pour les articles homonymes, voir Archer (homonymie).
Tasmin Archer, née le 3 août 1963 à Bradford, est une chanteuse britannique.

## Biographie
Elle est devenue célèbre grâce à son tube Sleeping Satellite sorti en octobre 1992. En 1993, elle remporte le BRIT Award de la révélation britannique.

## Discographie

### Albums studio
- 1992 : Great Expectations
- 1996 : Bloom
- 2006 : ON

### Compilations
- 1994 : Shipbuilding (Mini-album inclus titres Live)
- 2009 : The Best of Tasmin Archer
- 2020 : Sweet Little Truths: The EMI Recordings 1992-1996

### Autres
- Complaints (2003, téléchargement libre sur le site officiel version démo de l'album Non Linear)
- Hello (2003, téléchargement libre sur le site officiel version démo de l'album Non Linear)
- Our Day Will Come (2003, téléchargement libre sur le site officiel version démo de l'album  Non Linear)
- Sedan (2003, téléchargement libre sur le site officiel version démo de l'album Non Linear)
- Take Care (2003, téléchargement libre sur le site officiel version démo de l'album Non Linear)